# 4576 Yanotoyohiko
4576 Yanotoyohiko è un asteroide della fascia principale. Scoperto nel 1988, presenta un'orbita caratterizzata da un semiasse maggiore pari a 2,9949783 UA e da un'eccentricità di 0,1210382, inclinata di 10,42709° rispetto all'eclittica.
L'asteroide è dedicato a Toyohiko Yano, professore al Tokyo Institute of Technology.